# Comuna Andrijevica
Comuna Andrijevica (în muntenegreană Opština Andrijevica) este o diviziune administrativă de ordinul întâi din Muntenegru. Reședința sa este orașul Andrijevica.